# ایرنه شووتن
ایرِنه سخَوتِن (انگلیسی: Irene Schouten؛ زادهٔ ۲۱ ژوئن ۱۹۹۲) اسکیت‌باز سرعت اهل پادشاهی هلند است.